# Diócesis de Teixeira de Freitas-Caravelas
La diócesis de Teixeira de Freitas-Caravelas (en latín: Dioecesis Taxen(sis)-Carabellen(sis) y en portugués: Diocese de Teixeira de Freitas-Caravelas) es una circunscripción eclesiástica latina de la Iglesia católica en Brasil, sufragánea de la arquidiócesis de San Salvador de Bahía. La diócesis tiene al obispo Jailton de Oliveira Lino, P.S.D.P. como su ordinario desde el 15 de noviembre de 2017. 

## Territorio y organización

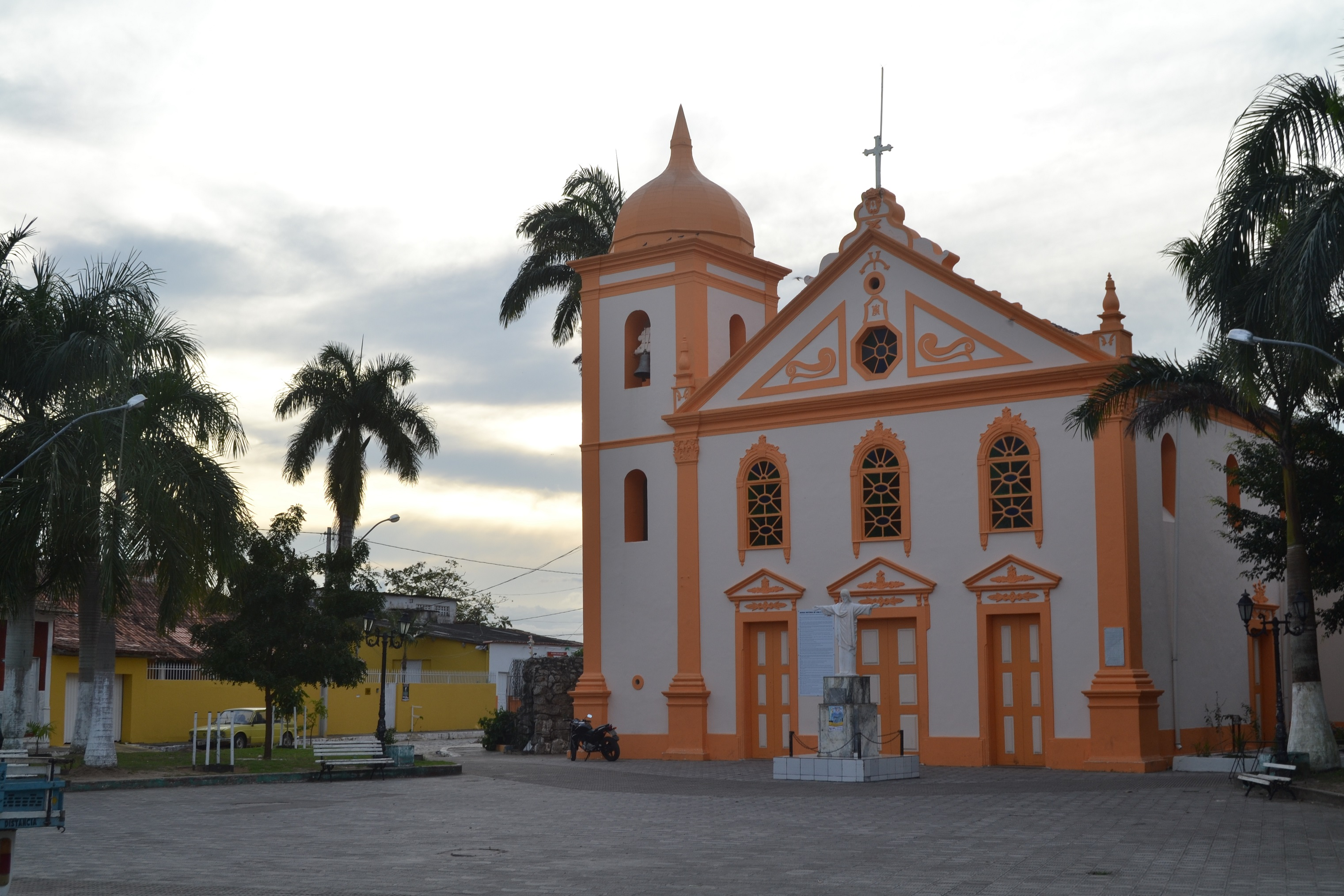
Concatedral de San Antonio

La diócesis tiene 18 574 km² y extiende su jurisdicción sobre los fieles católicos de rito latino residentes en 13 municipios del estado de Bahía: Teixeira de Freitas, Caravelas, Alcobaça, Ibirapuã, Itamaraju, Itanhém, Jucuruçu, Lajedão, Medeiros Neto, Mucuri, Nova Viçosa, Prado y Vereda.
La sede de la diócesis se encuentra en la ciudad de Teixeira de Freitas, en donde se halla la Catedral de San Pedro. En Caravelas se encuentra la Concatedral de San Antonio.
En 2020 en la diócesis existían 33 parroquias agrupadas en 4 sectores pastorales.

## Historia
La diócesis de Caravelas fue erigida el 21 de julio de 1962 con la bula Omnium Ecclesiarum del papa Juan XXIII, obteniendo el territorio de la diócesis de Ilhéus.
El 18 de abril de 1983, en virtud del decreto Cum urbs de la Congregación para los Obispos, el obispado se trasladó de Caravelas a Teixeira de Freitas, la antigua catedral de Caravelas se convirtió en concatedral y la diócesis tomó su nombre actual.
El 12 de junio de 1996 cedió una parte de su territorio para la erección de la diócesis de Eunápolis mediante la bula Apostolicum munus del papa Juan Pablo II.

## Estadísticas
De acuerdo al Anuario Pontificio 2021 la diócesis tenía a fines de 2020 un total de 345 700 fieles bautizados.
| Año                                                                             | Población            | Población | Población      | Sacerdotes | Sacerdotes    | Sacerdotes    | Bautizados por sacerdote | Diáconos permanentes | Religiosos | Religiosos | Parroquias |
| Año                                                                             | Bautizados católicos | Total     | % de católicos | Total      | Clero secular | Clero regular | Bautizados por sacerdote | Diáconos permanentes | Varones    | Mujeres    | Parroquias |
| ------------------------------------------------------------------------------- | -------------------- | --------- | -------------- | ---------- | ------------- | ------------- | ------------------------ | -------------------- | ---------- | ---------- | ---------- |
| 1965                                                                            | 400 000              | 404 000   | 99.0           | 15         |               | 15            | 26 666                   |                      |            | 5          | 12         |
| 1970                                                                            | 500 000              | 600 000   | 83.3           | 21         |               | 21            | 23 809                   |                      | 23         | 13         | 12         |
| 1976                                                                            | 570 000              | 600 000   | 95.0           | 17         | 1             | 16            | 33 529                   |                      | 19         | 33         | 13         |
| 1977                                                                            | 432 000              | 455 000   | 94.9           | 20         | 2             | 18            | 21 600                   |                      | 22         | 38         | 14         |
| 1990                                                                            | 462 000              | 543 000   | 85.1           | 23         | 5             | 18            | 20 086                   |                      | 19         | 36         | 19         |
| 1999                                                                            | 290 000              | 340 000   | 85.3           | 22         | 13            | 9             | 13 181                   |                      | 10         | 25         | 18         |
| 2000                                                                            | 290 000              | 340 000   | 85.3           | 24         | 16            | 8             | 12 083                   |                      | 9          | 27         | 18         |
| 2001                                                                            | 290 000              | 340 000   | 85.3           | 26         | 17            | 9             | 11 153                   |                      | 10         | 30         | 18         |
| 2002                                                                            | 292 000              | 364 720   | 80.1           | 29         | 19            | 10            | 10 068                   |                      | 11         | 30         | 39         |
| 2003                                                                            | 292 000              | 364 720   | 80.1           | 27         | 18            | 9             | 10 814                   |                      | 10         | 30         | 39         |
| 2004                                                                            | 292 000              | 364 720   | 80.1           | 29         | 19            | 10            | 10 068                   |                      | 12         | 30         | 39         |
| 2010                                                                            | 313 000              | 397 000   | 78.8           | 39         | 28            | 11            | 8025                     |                      | 13         | 41         | 25         |
| 2014                                                                            | 329 000              | 417 000   | 78.9           | 46         | 37            | 9             | 7152                     |                      | 10         | 31         | 25         |
| 2017                                                                            | 337 890              | 427 260   | 79.1           | 35         | 30            | 5             | 9654                     |                      | 8          | 31         | 25         |
| 2020                                                                            | 345 700              | 437 260   | 79.1           | 41         | 38            | 3             | 8431                     |                      | 3          | 31         | 33         |
| Fuente: Catholic-Hierarchy, que a su vez toma los datos del Anuario Pontificio. |                      |           |                |            |               |               |                          |                      |            |            |            |

## Episcopologio
- Filippo Tiago Broers, O.F.M. † (2 de mayo de 1963-18 de abril de 1983 retirado)
- Antônio Eliseu Zuqueto, O.F.M.Cap. † (18 de abril de 1983-15 de junio de 2005 retirado)
- Carlos Alberto dos Santos (15 de junio de 2005-1 de febrero de 2017 nombrado obispo de Itabuna)
- Jailton de Oliveira Lino, P.S.D.P., desde el 15 de noviembre de 2017